# Grand Prix automobile de Hongrie 2004
GP précédent GP suivant
Le Grand Prix automobile de Hongrie 2004 (Formula 1 Marlboro Magyar Nagydíj 2004), disputé sur le Hungaroring (à 19 km de Budapest) le 15 août 2004 est la 726e épreuve du championnat du monde de Formule 1 courue depuis 1950 et la treizième manche du championnat 2004.

## Classement
| Pos  | N° | Pilote               | Écurie           | Tours | Temps/Abandon                      | Grille | Points |
| ---- | -- | -------------------- | ---------------- | ----- | ---------------------------------- | ------ | ------ |
| 1    | 1  | Michael Schumacher   | Ferrari          | 70    | 1 h 35 min 26 s 131 (192,798 km/h) | 1      | 10     |
| 2    | 2  | Rubens Barrichello   | Ferrari          | 70    | + 4 s 696                          | 2      | 8      |
| 3    | 8  | Fernando Alonso      | Renault          | 70    | + 44 s 599                         | 5      | 6      |
| 4    | 3  | Juan Pablo Montoya   | Williams-BMW     | 70    | + 1 min 02 s 613                   | 7      | 5      |
| 5    | 9  | Jenson Button        | BAR-Honda        | 70    | + 1 min 07 s 439                   | 4      | 4      |
| 6    | 10 | Takuma Satō          | BAR-Honda        | 69    | + 1 tour                           | 3      | 3      |
| 7    | 4  | Antônio Pizzonia     | Williams-BMW     | 69    | + 1 tour                           | 6      | 2      |
| 8    | 11 | Giancarlo Fisichella | Sauber-Petronas  | 69    | + 1 tour                           | 8      | 1      |
| 9    | 5  | David Coulthard      | McLaren-Mercedes | 69    | + 1 tour                           | 12     |        |
| 10   | 14 | Mark Webber          | Jaguar-Cosworth  | 69    | + 1 tour                           | 11     |        |
| 11   | 17 | Olivier Panis        | Toyota           | 69    | + 1 tour                           | 13     |        |
| 12   | 18 | Nick Heidfeld        | Jordan-Ford      | 68    | + 2 tours                          | 16     |        |
| 13   | 15 | Christian Klien      | Jaguar-Cosworth  | 68    | + 2 tours                          | 14     |        |
| 14   | 20 | Gianmaria Bruni      | Minardi-Cosworth | 66    | + 4 tours                          | 19     |        |
| 15   | 21 | Zsolt Baumgartner    | Minardi-Cosworth | 65    | + 5 tours                          | 18     |        |
| Abd. | 19 | Giorgio Pantano      | Jordan-Ford      | 48    | Boîte de vitesses                  | 17     |        |
| Abd. | 7  | Jarno Trulli         | Renault          | 41    | Moteur                             | 9      |        |
| Abd. | 16 | Ricardo Zonta        | Toyota           | 31    | Électronique                       | 15     |        |
| Abd. | 12 | Felipe Massa         | Sauber-Petronas  | 21    | Freins                             | 20     |        |
| Abd. | 6  | Kimi Räikkönen       | McLaren-Mercedes | 13    | Panne électrique                   | 10     |        |

## Pole position et record du tour
- Pole position : Michael Schumacher en 1 min 19 s 146
- Meilleur tour : Michael Schumacher en 1 min 19 s 071 au 29e tour

## Tours en tête
- Michael Schumacher : 70 (1-70)

## Statistiques
- 82e victoire pour Michael Schumacher.
- 179e victoire pour Ferrari en tant que constructeur et motoriste.
- À l'issue de cette course, la Scuderia Ferrari est championne du monde des constructeurs.